# کن‌ایچی میکاوا
کن‌ایچی میکاوا (انگلیسی: Kenichi Mikawa؛ زادهٔ ۱۵ مهٔ ۱۹۴۶) سلبریتی، خواننده اهل ژاپن است.